# Georges Thinès
Georges Thinès (* 10. Februar 1923 in Lüttich; † 25. Oktober 2016 in Court-Saint-Etienne) war ein belgischer Psychologe und Schriftsteller.

## Leben und Leistungen
Georges Thinès wurde am 10. Februar 1923 als Kind eines Bergbauingenieurs im belgischen Lüttich in der gleichnamigen Provinz geboren. 1944 bis 1946 diente er in der belgischen Sektion der Royal Navy. Dann studierte er in Löwen Philosophie und Psychologie.
1959 verfasste er sein erstes lyrisches Werk, Poésies, und begann seine Laufbahn als Schriftsteller. Sein erstes Prosawerk, Les Effigies (die Bildnisse), erschien 1970. Sein literarisches Werk umfasst Lyrik, Romane, Erzählungen, Novellen, Dramen und Essays.
Trotz der Erfolge als Schriftsteller vernachlässigte er seine wissenschaftliche Karriere nicht. 1955 erhielt er den Doktortitel in Psychologie, 1957 den Bachelor in Philosophie. 1963 wurde er ordentlicher Professor der Université catholique de Louvain und lehrte Ethologie, experimentelle Psychologie, phänomenologische Psychologie sowie philosophische Anthropologie. 1967 gründete er die psychologische Fakultät und war bis 1972 deren Dekan. Er war 1989 Gastprofessor am Collège de France und war korrespondierendes Mitglied des Muséum national d’histoire naturelle in Paris.
Erwähnenswert ist noch, dass Thinès das sinfonische Orchester der Université catholique de Louvain mitbegründete. Er spielte dort unter Leitung von Louis Weemaels, dem ehemaligen Dirigenten des belgischen Staatsorchesters (Orchestre national de Belgique) bei den ersten Geigen.

## Auszeichnungen
1971 erhielt er den Francqui-Preis für seine wissenschaftlichen Leistungen, 1974 den Prix Victor Rossel für seine literarische Arbeit. Am 10. Juni 1978 wurde er als Nachfolger von Marcel Thiry zum Mitglied der Académie royale de langue et de littérature françaises de Belgique gewählt. 1979 wurde er korrespondierendes und 1986 volles Mitglied der Académie royale des Sciences, des Lettres et des Beaux-Arts de Belgique. 1991 bekam Thinès einen weiteren literarischen Preis zugeteilt, den Prix Bernheim. 2004 erhielt er den Prix Renaissance de la Nouvelle. Des Weiteren wurde er zum Ehrendoktor der Université catholique de Louvain ernannt.

## Werke

### Poesie
- Poésies, Éditions des Artistes, Brüssel 1959.
- L'Aporie suivi de Stèle pour Valéry, André De Rache, Brüssel 1968.
- Le Tramway des officiers, Gallimard, Paris 1974.
- Théorèmes pour un Faust, Le Cormier, Brüssel 1983.
- La Statue du lecteur, Éditions du Spantole, Thuin 1984.
- Logos l'absent, Le Cormier, Brüssel 1986.
- Les Cités interdites, La Différence, Paris 1990.
- Gémonies, L'Arbre à paroles, Amay 1995.
- Astaroth l'androgyne, L'Arbre à paroles, Amay 1996.
- L'Imperfection, L'Arbre à paroles, Amay 1996.
- Janus, L'Âge d'homme, Lausanne 1996.
- Connaissance de l'Érèbe, L'Arbre à paroles, Amay 1997.
- L'Exil imprononcé, Le Cormier, Brüssel 1999.
- Eros simulacre, L'Arbre à paroles, Amay 2000.

### Romane
- Les Effigies, Gallimard, Paris 1970.
- L'Œil de fer, Balland, Paris 1977.
- Les Vacances de Rocroi, Balland, Paris 1982; Neuaufl. CEFAL, Lüttich 2007.
- La Face cachée, L'Âge d'homme, Lausanne 1994.
- Madame Küppen et l'autre monde, L'Âge d'homme, coll. «Contemporains», Lausanne 2007.

### Erzählungen
- Les Objets vous trouveront, Balland, Paris 1979; Neuaufl. CEFAL, Lüttich 2007.
- La bibliothèque du château, in Il était douze fois Liège, Mardaga, Lüttich 1980.
- Le Désert d'Alun, Jacques Antoine, Brüssel 1986.
- La Leçon interrompue, CFC Éditions, Brüssel 1998.
- Le Songe de Thucydide, L'Harmattan, Paris 2001.

### Novellen
- L'Homme troué, Le Cri, Brüssel 1981.
- Le Quatuor silencieux, L'Âge d'homme, Lausanne 1987.
- L'Amour aveugle, Le Pré aux sources, Brüssel 1993.
- Le Voyageur lacunaire, Le Rouergue, Rodez 2003.

### Theaterstücke
- Orphée invisible, André De Rache, Brüssel 1974.
- La Succursale, Lansman, Carnières 1991.
- L'Horloge parlante, Lansman, Carnières 1991.

### Essays
- Théorie de la causalité perceptive, Nauwelaerts, Löwen 1962.
- Psychologie des animaux, Dessart, Brüssel 1966.
- La problématique de la psychologie, Martinus Nijhoff, Den Haag 1968.
- L'évolution régressive des poissons cavernicoles et abyssaux, Masson, Paris 1969.
- Atlas de la vie souterraine, zusammen mit R. Tercafs, Boubée, Paris 1972.
- Phenomenology and the sciences of behaviour, Allen and Unwin, London 1977.
- Phénoménologie et science du comportement, Mardaga, Lüttich 1980.
- Le mythe de Faust et la dialectique du temps, L'Âge d'homme, Lausanne 1989.
- Existence et subjectivité, Éditions de l'Université de Bruxelles, Brüssel 1991.
- Laurel et Hardy ou les miroirs déformants, La Lettre volée, Brüssel 1998.
- Victor Hugo et la vision du futur, La Renaissance du Livre, Tournai 2002.
- Rimbaud maître du feu, L'Arbre à Paroles, coll. «L'Œil ouvert», Amay 2004.
- Chants séculaires, zusammen mit André Doms, L'Arbre à Paroles, coll. «L'Œil à l'œuvre», Amay 2005.

### Sonstiges
- Dictionnaire général des sciences humaines, Éditions universitaires, Paris 1975.
- Poésie Bruxelles 2000, zusammen mit André Doms, Anthologie, L'Arbre à paroles, Amay 2000.
- Voix d'Ovide en sa première mort, L'Arbre à Paroles, Amay 2003.
- Textes Contextes, L'Arbre à Paroles, Amay 2004.